# Erythroxylum anguifugum
Erythroxylum anguifugum, conhecida também como fruta-de-pomba, é uma espécie de planta da flora do Brasil, Paraguai, Bolívia e Peru, pertencente ao género Erythroxylum.

## Distribuição geográfica
É uma espécie nativa do América do Sul, ocorrendo em Brasil, Paraguai, Bolívia e, provavelmente, Peru. No Brasil ocorre nos estados do Paraná, São Paulo, Minas Gerais, Goiás, Mato Grosso do Sul, Mato Grosso e Pará.

## Taxonomia
Erythroxylum anguifugum foi nombrada por o botânico alemão Carl Friedrich Philipp von Martius e publicado em Flora 21(2, Beibl. 6): 84 em 1838.